# Katherine Watson
Katherine Watson (geboren in England) ist eine britische Konzert- und Opernsängerin der Stimmlage  Sopran.

## Leben und Werk
2008 schloss Watson ihre Ausbildung als Chorsängerin am Trinity College Choir der University of Cambridge ab, wo sie unter Leitung von Richard Marlow und Stephen Layton studierte und auftrat. Sie studierte auch Angelsächsische Literatur und Geschichte. Bereits während ihrer Collegezeit trat sie mehrfach als Solistin auf, beispielsweise mit dem Charpentier Consort, den Cambridge Clerkes oder dem Cambridge University Baroque Ensemble. Ebenfalls 2008 gewann sie einen Platz im Jardin des Voix [Garten der Stimmen], der Akademie des Ensembles Les Arts Florissants für exzeptionelle Stimmen.
Seit 2009 zählt sie – von William Christie in London, New York, Madrid, Paris und weiteren Metropolen vorgestellt – zur Weltspitze der Barocksängerinnen der Gegenwart. Ihre Stimmführung wurde als elegant und perfekt intoniert gepriesen, ihre Gesangskultur gleichgesetzt mit „lyricism and sublimity“, so das Magazine Gramophone. Binnen Kürze wurde sie von einer Reihe namhafter Dirigenten eingeladen, darunter Paul Agnew, Leonardo García Alarcón, Harry Christophers, Laurence Cummings, Emmanuelle Haïm, Hervé Niquet, Raphaël Pichon, Trevor Pinnock und Jana Semerádová.

### Verpflichtungen in Konzertsälen
Die Watson ist in den renommiertesten Konzertsälen der Welt aufgetreten, im Londoner Barbican, in der Royal Albert Hall und in der Wigmore Hall, in Lincoln Center und Carnegie Hall in New York, im Auditorio Nacional von Madrid, in der Cité de la Musique und im Théâtre des Champs-Élysées in Paris, im Theater an der Wien und im Wiener Konzerthaus.
Sie war bei den Proms in London zu hören, musizierte mit dem Freiburger Barockorchester, dem Orchestra of the Age of Enlightenment und mit Le Concert d’Astrée. Stets ist der Schwerpunkt Barockmusik aus Frankreich und England, Händel inklusive.

### Auf Opernbühnen
Viele Opernrollen interpretierte die Sängerin konzertant. In Kostüm und Maske ist nur sie nur relativ selten anzutreffen.
Die Auszeichnung mit dem John Christie Award führte 2013 zum Engagement beim Glyndebourne Festival Opera als Prêtresse de Diane in Hippolyte et Aricie. Es folgten Verpflichtungen in Bordeaux und Versailles, als L’Amour und Une Phrygienne in Dardanus. 2015 übernahm sie am Théâtre des Champs-Élysées in Paris die Titelpartie in Handels Theodora, mit William Christie am Pult und Stephen Langridge als Regisseur. Erneut mit Les Arts Florissants unter Leitung von William Christie sang sie am Théâtre de Caen, in Luxemburg und Paris die Cassandra in Cavallis La Didone, es inszenierte Clément Hervieu-Léger. 2017 übernahm sie die Rolle der Amélite in Jean-Philippe Rameaus Zoroastre an der Komischen Oper Berlin, es dirigierte Christian Curnyn, es inszenierte Tobias Kratzer. Sie war in einer Produktion der extravaganten Regisseurin Katie Mitchell zu sehen, als Anna in Miranda, 2017 an der Opera-Comique Paris gezeigt, 2019 am Théâtre de Caen und an der Opéra national de Bordeaux. William Christie und Claus Guth besetzten sie im Januar 2018 als Iphis in Händels Jephtha an der Opéra Bastille in Paris. Am Teatro Real von Madrid war sie als Virtù und Damigella in Monteverdis L'Incoronazione di Poppea zu sehen und zu hören.

## Aufnahmen
Watson veröffentlichte ein Solo-Album, L’Opera du Roi Soleil, dirigiert von Alexis Kossenko. Es bestehen einige Operngesamtaufnahmen, unter anderem Dardanus (Harmonia Mundi), Hippolyte et Aricie (Opus Arte) und Theodora (Warner Classics). Weiters wurden Klassiker des Konzertrepertoires eingespielt, beispielsweise Bachs Weihnachtsoratorium und Händels Messiah.

## Auszeichnung
- The John Christie Award, Glyndebourne